# Alekseja Leonova
Alekseja Leonova är en kulle i Antarktis. Den ligger i Östantarktis. Australien gör anspråk på området. Toppen på Alekseja Leonova är 226 meter över havet.
Terrängen runt Alekseja Leonova är huvudsakligen kuperad, men åt nordost är den platt. Trakten är obefolkad. Det finns inga samhällen i närheten.